# قله تخت سلیمان (ایران)

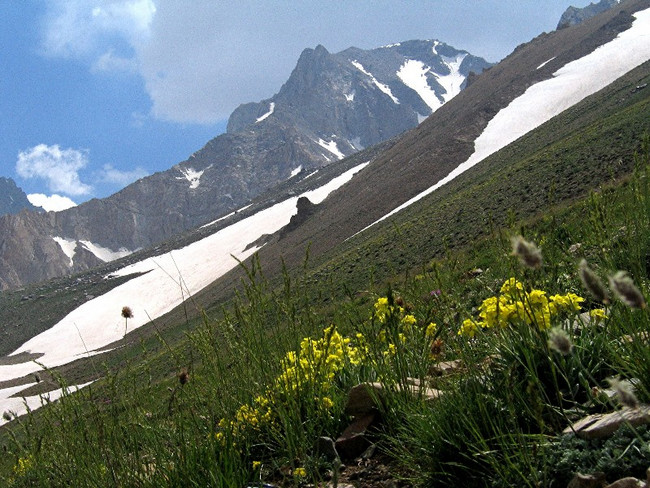
چشم‌انداز قله تخت سلیمان از سوی پناهگاه سرچال

قلّهٔ تخت سلیمان قلّه‌ای است در رشته کوه البرز و منطقهٔ تخت سلیمان که در استان مازندران کشور ایران قرار دارد. بلندای این قلّه ۴۶۵۹ متر است.

## پیدا شدن بقایای کشتی نوح
به گزارش ایسنا به نقل از «سان»، محققان موسسه باستان‌شناسی، جست‌وجو و کاوش کتاب مقدس مدعی شدند که شواهد بسیار قوی از جمله تکه‌هایی از چوب سنگ‌شده وجود دارند که بر اساس آن بقایای کشتی حضرت نوح در بالای کوه تخت سلیمان در شمال ایران قرار دارد.
1. ↑  «پیدا شدن بقایای کشتی نوح در شمال ایران»، فرارو، ۳۰ آبان ۱۳۹۷